# Jeff Arnold
Jeff Arnold è un personaggio immaginario protagonista di una omonima serie a fumetti western creata dal disegnatore inglese Frank Humphris ed esordita nel Regno Unito nel 1950.
Il protagonista è un ranger che vive avventure insieme a personaggi celebri realmente esistiti della storia americana come il generale Custer, Sam Bass, Toro Seduto e altri. Oltre all'autore la serie venne disegnata anche da Jesús Blasco. La serie venne pubblicata anche in Italia su Il Giorno dei Ragazzi alla fine degli anni cinquanta e su una testata dedicata dall'Editoriale Dardo negli anni sessanta.